# Grand prix panafricain de littérature
Le Grand prix panafricain de littérature est un prix littéraire attribué chaque année à un auteur africain et dont le but est de « promouvoir et primer l’œuvre des écrivains africains au niveau continental ». Le prix est ouvert aux écrivains de l’Afrique et ne prend en charge que le français et l’anglais pour ses débuts.
Le prix est reconnu d'utilité publique depuis le 25 mars 2021.

## Présentation
Ce prix vient, selon ses initiateurs, dans le souci de corriger l’erreur de voir les auteurs africains primés ailleurs et d’après les critères de l’étranger, le président congolais (RDC) Félix Tshisekedi, également président en exercice de l'Union africaine (2021-2022), lance à Kinshasa cette récompense. Plusieurs experts travaillent sur cette question dont Isidore Ndaywel. Précédé par le Grand prix congolais du livre, c'est au mois de novembre à l'occasion de la journée internationale de l’écrivain africain, après délibération d'un jury international, que le lauréat sera primé avec une dotation de 30 000 dollars et le prix sera remis en février 2022 en marge du sommet des chefs d’État,.

## Les lauréats
- 2021 : Osvalde Lewat pour « Les Aquatiques »[5]

## Liens utiles
- Site officiel